# 胜利北路街道
胜利北路街道，是中华人民共和国河北省张家口桥东区下辖的一个乡镇级行政单位。

## 行政区划
胜利北路街道下辖以下地区：
福安街社区、建国路社区、杨家坟社区、向阳坡社区、林园路社区、东方苑社区、汉桥街北社区、南口社区、铁路社区、德胜街社区和土尔沟社区。